# Villiers-le-Bâcle
Villiers-le-Bâcle is een gemeente in het Franse departement Essonne (regio Île-de-France) en telt 1093 inwoners (1999). De plaats maakt deel uit van het arrondissement Palaiseau.

## Geografie
De oppervlakte van Villiers-le-Bâcle bedraagt 6,0 km², de bevolkingsdichtheid is 182,2 inwoners per km².
De onderstaande kaart toont de ligging van Villiers-le-Bâcle met de belangrijkste infrastructuur en aangrenzende gemeenten.

## Demografie
Onderstaande figuur toont het verloop van het inwonertal (bron: INSEE-tellingen).